# التعلم الانتقالي

توضيح للتعلم المنقول

التعلم المنقول أو التعلم الانتقالي[بحاجة لمصدر] ( TL ) هو تقنية في تعلم الآلة يُعاد فيها استخدام المعرفة المكتسبة من مهمة سابقة لتعزيز الأداء في مهمة حالية ذات صلة. على سبيل المثال، في تصنيف الصور يمكن ان نطبق المعرفة المكتسبة أثناء تعلم كيفية التعرف على السيارات عند محاولة التعرف على الشاحنات. يرتبط هذا الموضوع بالامور العقلية حول نقل العلم، على الرغم من أن الروابط العملية بين المجالين محدودة بشكل عام.
إن إعادة استخدام المعلومات من المهام التي تم تعلمها مسبقًا إلى مهام جديدة يجري تعلمها الان يمكن أن يؤدي إلى تحسين كبير في كفاءة التعلم.
نظرًا لأن التعلم المنقول يستخدم التدريب ذو أهداف متعددة، فهو متعلق بالتعلم الآلي قليل التكلفة والتحسين متعدد الأهداف.

## التاريخ
نشر بوزينوفسكي وفولجوسي في عام 1976م ورقة بحثية تناولت التعلم المنقول في تدريب الشبكات العصبية. تقدم الورقة نموذجًا رياضيًا وهندسيًا للامر. وفي عام 1981م، تحدث تقريرعن تطبيق التعلم المنقول على مجموعة من الصور تمثل أحرف محطات الكمبيوتر، مما يدل بشكل بدائي على التعلم الانقالي بكلا الاتجاهين.
وضع لورين برات في عام 1992م خوارزمية النقل القائم على تمييز البيانات (DBT).
تقدم هذا المجال العلمي بحلول عام 1998م ليشمل التعلم متعدد المهام، إلى جانب أسس نظرية مثبتة. تشمل المنشورات العلامة في مجال التعلم المنقول كتاب تعلم كيفية التعلم في عام 1998م،  واستطلاع عام 2009م واستطلاع عام 2019م.
قال نج في برنامجه التعليمي NIPS 2016 أن التعلم المنقول سيصبح المحرك التالي لنجاح تعلم الآلة تجاريًا بعد انجاز التعلم الخاضع للإشراف.
قدّم الباحثون في ورقة بحثية عام 2020م بعنوان "إعادة التفكير في التدريب المسبق والتدريب الذاتي"، رأى زوف وآخرون أن التدريب المسبق يمكن أن يضر بدقة التعلم، وأيّدو التدريب الذاتي بديلا منه.

## تعريف
يُعرَّف التعلم المنقول على حسب المجالات والمهام المتعلق به. ففي مجال رمزه{\displaystyle {\mathcal {D}}} يتكون من: ميزة{\displaystyle {\mathcal {X}}} وتوزيع احتمالات هامشي{\displaystyle P(X)}، حيث{\displaystyle X=\{x_{1},...,x_{n}\}\in {\mathcal {X}}}. نظرا لمجال محدد،{\displaystyle {\mathcal {D}}=\{{\mathcal {X}},P(X)\}} تتكون المهمة من عنصرين: مساحة التسميةالتي ندعوها{\displaystyle {\mathcal {Y}}} ووظيفة تنبؤية موضوعية{\displaystyle f:{\mathcal {X}}\rightarrow {\mathcal {Y}}}. التابع المرمز له ب{\displaystyle f} يُستخدم للتنبؤ بالصورة المقابلة{\displaystyle f(x)} من حالة جديدة نرمز لها ب{\displaystyle x}. هذه الوظيفة، التي يرمز لها بـ{\displaystyle {\mathcal {T}}=\{{\mathcal {Y}},f(x)\}}، يجري تعلمها من بيانات التي جرى التدريب عليها, المكونة من مجموعة أزواج{\displaystyle \{x_{i},y_{i}\}}، بحيث كلا من الشرطين محققين{\displaystyle x_{i}\in X} و{\displaystyle y_{i}\in {\mathcal {Y}}}.
لمجال المصدر{\displaystyle {\mathcal {D}}_{S}} ووظيفة التعلم{\displaystyle {\mathcal {T}}_{S}}، ومجال الهدف{\displaystyle {\mathcal {D}}_{T}} ومهمة التعلم{\displaystyle {\mathcal {T}}_{T}}، بحيث كلا من{\displaystyle {\mathcal {D}}_{S}\neq {\mathcal {D}}_{T}}، أو{\displaystyle {\mathcal {T}}_{S}\neq {\mathcal {T}}_{T}} محققان:
يكون هدف التعلم المنقول إلى المساعدة في تحسين كفاءة تعلم وظيفة التنبؤ المرادة{\displaystyle f_{T}(\cdot )} في{\displaystyle {\mathcal {D}}_{T}} باستخدام المعرفة الموجودة مسبقاً في كلا من المصادر{\displaystyle {\mathcal {D}}_{S}} و{\displaystyle {\mathcal {T}}_{S}}.

## التطبيقات
يوجد خوارزميات للتعلم المنقول في شبكات منطق ماركوف والشبكات البايزية. طُبق التعلم المنقول على اكتشاف انواع فرعية للسرطان، واستخدام المباني، ولعب الألعاب العام، وتصنيف النصوص، والتعرف على الأرقام، والتصوير الطبي وحجب البريد الاعلاني.
اكتُشف في عام 2020م إن التعلم المنقول ممكن ان يجري بين إشارات تخطيط كهربية العضلات (EMG) من العضلات وتصنيف سلوكيات موجات الدماغ الكهربية (EEG) وذلك بسبب طبيعتهما الفيزيائية المتشابهة، من مجال التعرف على الإيماءات إلى مجال التعرف على الحالة النفسية. وقد لوحظ أن هذه العلاقة تعمل في كلا الاتجاهين ذهابا وايابا، مما يدل على أنه من الممكن استخدام تخطيط كهربية الدماغ لتصنيف تخطيط كهربية العضلات. ودلّت التجارب إلى أن دقة الشبكات العصبية والشبكات العصبية التلافيفية قد تحسنت من خلال التعلم المنقول قبل أي نوع اخر من التعلم (مقارنة بالتوزيع العشوائي القياسي) عند نهاية عملية التعلم (المقارب). وهذا يعني أن النتائج تتحسن كلما تم التعرض لمجال آخر. اضافةً لذلك، يمكن للمستخدم النهائي للنموذج المدرب مسبقًا تغيير بنية الطبقات المتصلة بالكامل لتحسين الأداء ايضاً.

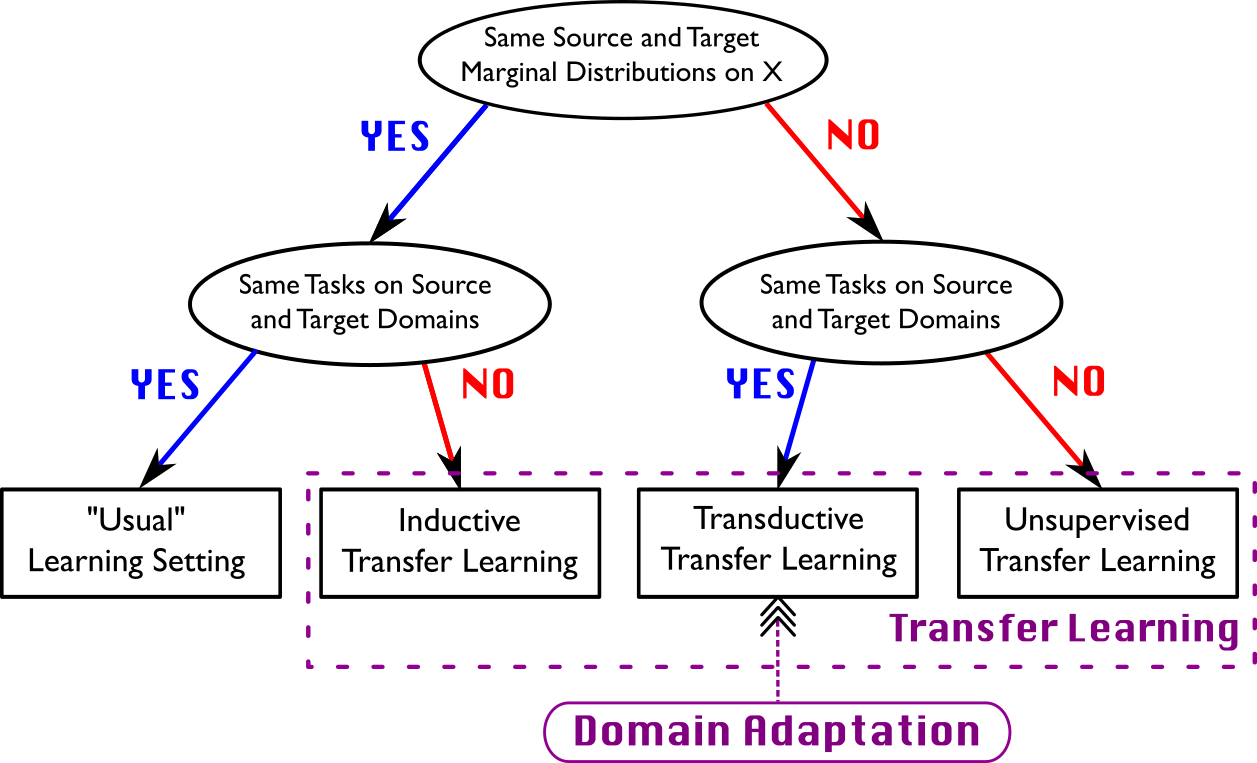
التعلم المنقول والتكيف المجالي

لقد طُبقت العديد من لخوارزميات للتعلم المنقول والتكيف المجالي:
- ADAPT[30] (بايثون)
- مكتبة TLib[31] (بايثون)
- مجموعة أدوات التكيف مع المجال[32] (Matlab)

## مقالات ذات صلة
- اللعب العام
- نقل التعلم في علم النفس التربوي
- ميزة التعلم